# گوین تردگولد
گوین تردگولد (انگلیسی: Gavin Thredgold؛ زادهٔ ۶ اکتبر ۱۹۶۱) ورزشکار روئینگ اهل استرالیا است.
وی در مسابقات کشوری و بین‌المللی در مجموع برندهٔ ۲ مدال برنز شده‌است.